# Кондратьев, Герасим Кондратьевич
Герасим Кондратьевич Кондра́тьев (ум. 1701) — полковник Сумского казачьего полка, основавший город Сумы. Родоначальник дворян Кондратьевых, владевших богатейшей на Слобожанщине усадьбой Хотень.
До 1655 года Герасим Кондратьевич служил казацким атаманом в местечке Ставищи Белоцерковского полка. В то время Заднепровская Украина входила в состав Польши.
В 1655 году он вместе со своей сотней казаков и семьями переселились на Слободскую Украину и 25 июня основали город Сумы. По характеристике Г. К. Лукомского, полковник Кондратьев «был мудрым администратором, строителем многих церквей и двух монастырей и если не основателем, то покровителем нескольких народных школ при церквах его поместий». Он приводит следующее предание про его сестру:

Отважная женщина, но жила нечестно. Она набрала себе ватагу сорванцов и на большой дороге обирала с ними московских купцов. Брат её, узнав о том наверно, приказал сказать ей, чтоб унялась. После личных его убеждений переменить жизнь сестра не переставала жить по-прежнему. Тогда Герасим Кондратьев, поймав её на деле, засадил в каменную стену и замуровал.

В 1687 году «за службы, походы и раны» Герасим Кондратьевич был пожалован в дворяне по московскому дворянскому списку, а его сын, полковник (с 1684) того же полка Андрей Герасимович Кондратьев был пожалован в стольники.
В 1800 году герб рода Кондратьевых был вписан в Общий гербовник дворянских родов Российской империи. В этом году наследница кондратьевского состояния вышла замуж за курского губернатора Михаила Комбурлея.